# Britta Reimers
Britta Reimers (ur. 27 lipca 1971 w Bochum) – niemiecka rolniczka i polityk, deputowana do Parlamentu Europejskiego VII kadencji.

## Życiorys
Po uzyskaniu matury kształciła się na szkoleniach rolnych. Od 1989 pracowała w rodzinnym gospodarstwie rolnym. W 2002 wstąpiła do Wolnej Partii Demokratycznej w kraju związkowym Szlezwik-Holsztyn. W wyborach w 2009 z dwunastego miejsca listy krajowej FDP uzyskała mandat posłanki do Parlamentu Europejskiego. Weszła w skład Komisji Rybołówstwa, Komisji Rolnictwa i Rozwoju Wsi oraz grupy Porozumienia Liberałów i Demokratów na rzecz Europy.